# Cor d'ametlles
El cor d'ametlles (àrab: قلب اللوز, qalb al-lawz, transcrit com a kalb el louz, qalb el louz o gelb el louz) són uns pastissets quadrats o amb forma de rombe típics de la cuina d'Algèria més popular que es menja molt als vespres durant el ramadà, acompanyat de cafè o de te a la menta.
Són uns pastissets molt dolços i consistents, fets amb sèmola enrossida dins d'una paella sense greixos (com es fa també a la tamina), ametlla picada, mantega, sucre i aigua-ros o aiguanaf, cuits al forn, generosament banyats en xarop o mel i ben sovint decorats amb una ametlla sencera. Poden tenir diversos noms segons les regions, com per exemple chamia (literalment: ‘llevantí’, ço és, del Llevant de la Mediterrània) a l'oest d'Algèria o harissa, a l'est.